# ایر سیتی
ایر سیتی (کره‌ای: 에어시티؛ انگلیسی: Air City) یک مجموعه تلویزیونی محصول کره جنوبی در سال ۲۰۰۷ با بازی لی جونگ جه، چوی جی وو، لی جین ووک و مون جونگ هی است. این مجموعه از ۱۹ مه تا ۸ ژوئن ۲۰۰۷، روزهای شنبه و یکشنبه ساعت ۲۱:۴۰ (کی‌اس‌تی) از ام‌بی‌سی برای ۱۶ قسمت پخش شد.
این مجموعه حول محور کار و روابط عاشقانه چهار پرسنل فرودگاه می‌چرخد و شرایط کاری درون صنعت هواپیمایی را نشان می‌دهد.
این مجموعه تقریباً به‌طور کامل در فرودگاه بین‌المللی اینچئون فیلم‌برداری شد و به عنوان تحقیق برای فیلم‌نامه، چهار نویسنده با بیش از ۲۰۰ پرسنل فرودگاه در طول دو سال مصاحبه کردند.

## بازیگران

### اصلی
- لی جونگ جه در نقش کیم جی سونگ
- چوی جی وو در نقش هان دو کیونگ
- لی جین ووک در نقش کانگ ها جون
- مون جونگ هی در نقش سو میونگ وو